# Karl Rudolf Hennig

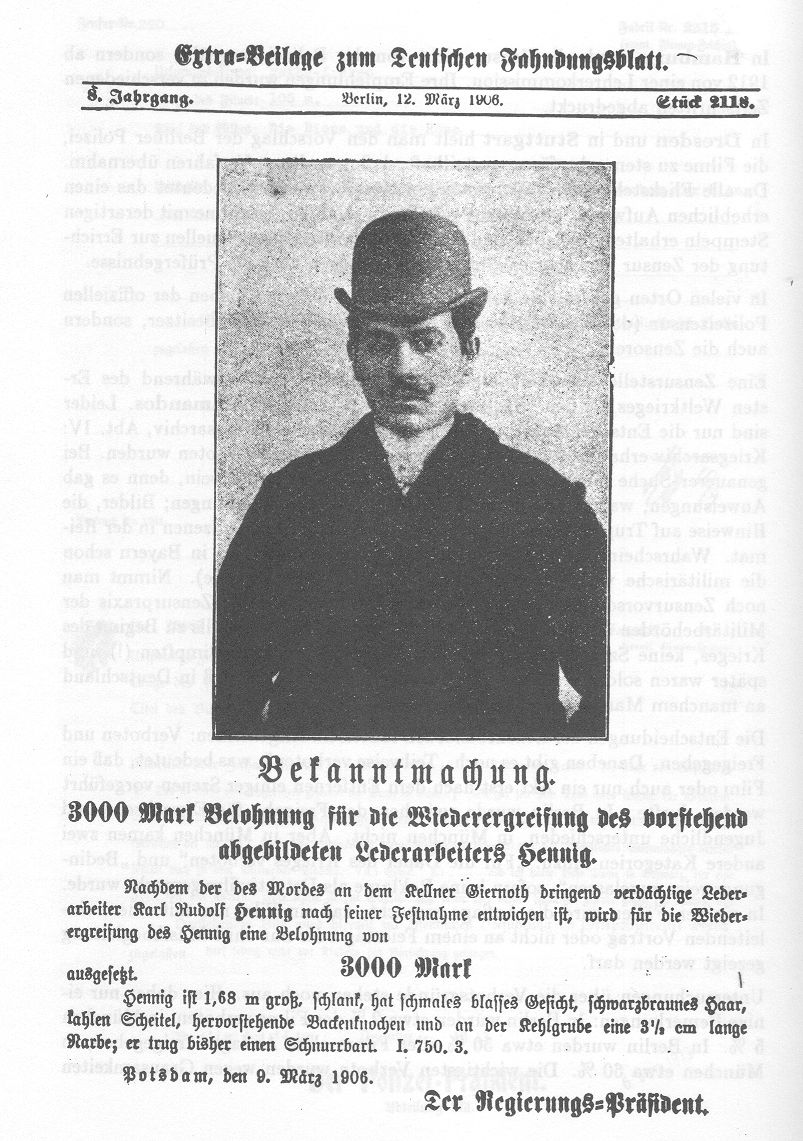
Fahndungsplakat vom 12. März 1906

Karl Rudolf Hennig (* 30. Oktober 1874 in Berlin; † 7. Dezember 1906 in Berlin-Plötzensee) war ein Raubmörder. Die Tat und die Flucht Hennigs wurde verfilmt. Diese Verfilmung führte zur Einführung der Vorzensur für Filme im Deutschen Reich.

## Leben
Hennig, Sohn eines Handwerksmeisters, ging nach dem Besuch der Volksschule in eine Lehre zum Lederarbeiter. Am 9. Dezember 1905 wurde die Leiche des 21-jährigen ehemaligen Kellners Giernoth nahe einer Straße zum Wannsee gefunden, er wurde mit zwei Kopfschüssen getötet. Die Ermittlungen ergaben relativ schnell, dass die letzte Person, die das Opfer lebend gesehen hatte, Hennig war. Hennig wurde daraufhin zur Fahndung ausgeschrieben und ein Steckbrief gefertigt.
Am 6. Februar 1906 traf ein Kriminalbeamter in der Schönhauser Allee in Berlin auf Hennig, von dem bekannt war, dass er dort Kontakte zu Frauen unterhielt. Hennig konnte sich der Festnahme entziehen, indem er den Beamten mit einer Pistole vor der Tür eines Polizeireviers niederschlug. Die Beamten im Revier nahmen die Verfolgung auf und umstellten ein Haus, in das Hennig geflohen war. Der Gesuchte entkam über das Dach in ein Nachbarhaus. In der Folge wurde zwar Hennigs Wohnung aufgefunden und durchsucht, ebenso eine nahe Kleingartenkolonie sowie die Umgebung der Schönfelder Allee und der Kopernikusstraße. Gefunden wurden lediglich Papiere des Ermordeten in der Wohnung Hennigs. Es kam in der Folge noch zur Verhaftung zweier Personen, die irrtümlich für Hennig gehalten wurden. Hennig bot dem Berliner Lokal-Anzeiger seine Lebensgeschichte zum Kauf an. Dieser ging zum Schein auf das Angebot ein und bot 1700 M, tatsächlich wurde aber die Polizei unterrichtet. Hennig entfernte sich vom Übergabeort, da er Verdacht geschöpft hatte. In der Folge wurde die Belohnung auf die Ergreifung Karl Rudolf Hennigs von ursprünglich 500 auf 3000 M erhöht.
Am 15. März 1906 beobachtete ein Mann einen Fahrraddiebstahl durch Hennig in Stettin und verfolgte den Dieb. Hennig geriet bei der Flucht in die Arme eines Polizisten, der ihn festnahm. Die Verhandlung gegen Hennig fand am 30. April und 1. Mai 1906 statt, es wurde auf die Todesstrafe erkannt und Karl Rudolf Hennig wurde am 7. Dezember 1906 mit dem Richtbeil enthauptet.

## Verfilmung und Einführung der Vorzensur
Die Flucht Hennigs wurde bereits 1906 unter der Regie Gustav Schönwalds unter dem Titel Die Flucht und Verfolgung des Raubmörders Rudolf Hennig über die Dächer von Berlin verfilmt. Dieser Film war zunächst erfolgreich, am 13. April verbot der Polizeipräsident von Berlin die Aufführung mit der Begründung, der Film verunglimpfe die Polizei und greife in ein laufendes Verfahren ein. Am 18. April 1906 wurde dieses Verbot wieder aufgehoben. Am 5. Mai 1906 erging eine Polizeiverordnung, nach der jeder Film, der in Berlin gezeigt würde, zuerst polizeilich geprüft werden müsse. Zuvor galt die Nachzensur, d. h. nach dem Anlaufen des Films konnten Polizeibeamte Filme verbieten, nicht aber bereits vor Anlaufen.
In der Folge werden ähnliche Verordnungen auch in den meisten anderen Ländern des Reiches erlassen.

## Sonstige literarische Erwähnungen
Kurt Tucholsky nannte 1920 noch einen fiktiven Buchtitel „Mein letzter Lustmord. Von Raubmörder Hennig“ und erwähnte an anderer Stelle, dass Hennig Erstaunliches in der Höhengymnastik geleistet habe.
Christian Morgenstern wandte sich gegen die Todesstrafe für Hennig und schrieb „Friede seinem Andenken“.